# Брідженд (Ірландія)
Брідженд (англ. Bridgend, також Bridge End; ірл. Droichead na Bríde) — село в Ірландії, знаходиться в графстві Донегол (провінція Ольстер).

## Демографія
Населення — 334 людини (за даними перепису 2006 року). В 2002 році населення складало 298 людей. 
Дані перепису 2006 року:
| Загальні демографічні показники' |               |                           |                           |      |      |
| Усе населення                    | Усе населення | Зміни населення 2002-2006 | Зміни населення 2002-2006 | 2006 | 2006 |
| 2002                             | 2006          | люд.                      | %                         | чол. | жін. |
| 298                              | 334           | 36                        | 12,1                      | 175  | 159  |